# PEOI
Tổ chức giáo dục chuyên nghiệp quốc tế (PEOI - Professional Educational Organization International) là một tổ chức quốc tế được thành lập và điều hành bởi các tình nguyện viên, những người tin rằng đây là thời điểm phù hợp để mở các chương trình đào tạo hướng nghiệp miễn phí thông qua internet. Chương trình đưa ra nhiều khóa học trực tuyến để nâng cao các kỹ năng gắn liền với chuyên môn của nhân viên nhằm phục vụ doanh nghiệp nơi họ làm việc, phục vụ cho các trường đại học và tăng cơ hội cho những người đang tìm việc làm.

## Lịch sử
Ý tưởng thành lập một trang web giáo dục chuyên nghiệp bắt nguồn từ John Petroff, một giáo sư kinh tế người Mỹ, khi ông làm việc cho Tổ chức USAID (Tổ chức Hoa Kỳ cho Phát triển quốc tế) ở Nga và Kazakhstan và Ủy ban châu Âu vào thập niên 90.
Việc thành lập PEOI là một thử thách nhằm chứng minh rằng nền giáo dục hướng nghiệp có thể tốn rất ít chi phí hoặc miễn phí cho những ai cần đến nó. Một nghiên cứu thực hiện bởi tổ chức Sloan Foundation về khả năng sinh lời của các chương trình giáo dục từ xa cho thấy giáo dục trực tuyến không phải là cái máy sinh lời ngay cả khi học phí có cao đi chăng nữa. Có hai loại chi phí: chi phí dùng để phát triển và chi phí dùng cho phân phối. Chi phí cho việc phát triển khóa học nên được phân bổ trong suốt khóa học thay vì tính vào trong chi phí hoạt động hiện hành. Một kết luận khác trong nghiên cứu của Sloan Foundation là việc tổ chức thêm một khóa học tương tự có chi phí như học phí ở một trường đại học chính quy, vì có sự tham gia của các giảng viên và các dịch vụ cần thiết dành cho sinh viên. Nhưng đó không phải là yêu cầu của một chương trình giáo dục trực tuyến phải có bởi vì không phải tất cả các sinh viên đều cần người hướng dẫn, thư viện, căn tin và các loại dịch vụ khác. Mô hình PEOI có thể phân chia và tính chi phí riêng biệt của các dịch vụ mà sinh viên cần, như là: nhận lời tư vấn từ người hướng dẫn, nhận các bài kiểm tra mới, nộp bài tập để xếp hạng, làm bài kiểm tra, và nhận chứng chỉ hoàn thành khóa học.
Với mục tiêu tập trung vào chất lượng của khóa học, thay vì chi hàng triệu đô la ngay từ đầu, lựa chọn của PEOI là hướng tới các khóa học có sự phê bình và nhận xét. Lý tưởng nhất là làm cho mỗi khóa học trở thành một diễn đàn mở tương tự với các trang web về y học (ví dụ như Farminfo.com). Và theo đó là, là phát triển những chuẩn mực về chất lượng trong giáo dục từ xa. PEOI sẽ tham gia nghiên cứu và phát triển những chuẩn mực đó. Và đó chính xác là những gì mà PEOI đem đến cho cộng đồng với những khóa học trực tuyến dành cho tất cả mọi người.
Với bối cảnh như vậy, PEOI được bắt đầu vào tháng 1 năm 2000 trên cơ sở 20 năm kinh nghiệm về các khóa học từ xa của ngành kinh tế. Khóa học đầu tiên được trình bày trên trang web là một khóa học về phân tích tài chính được truyền tải đến sinh viên dưới dạng giáo trình đọc của những năm đầu thập niên 80 và đã qua rất nhiều chỉnh sửa và bổ sung sau đó. Bên cạnh những chỉnh sửa, 4 nghiên cứu đã từng được phân phối dưới dạng đĩa mềm cũng được bổ sung vào. Việc cải thiện về ngữ pháp và phong cách rất được chào đón. Vào cuối năm 2000, trang web đã được trang bị những bài kiểm tra và thông tin quản lý cần thiết.
Đầu năm 2001, hoạt động của trang web đã được kiểm tra toàn bộ và một tổ chức được thành lập cho riêng trang web. Vào ngày 5 tháng 3 năm 2001, PEOI được cơ cấu là Quỹ tổ chức giáo dục chuyên nghiệp quốc tế với tên viết tắt là PEOI, tại Bang Pennsylvania. Vào tháng 4 năm 2001, PEOI đã sẵn sàng hoạt động khi có tài khoản ngân hàng và thư xác nhận tổ chức từ thiện IRS. Phiên bản tiếng Anh của trang web đã được ra mắt vào ngày 1 tháng 9 năm 2001. Vào ngày 2 tháng 7 năm 2002, PEOI đã nhận được thêm thư xác nhận của IRS về việc miễn cho PEOI khoản 501 (c)(3). Hầu hết những thử thách thực tế vẫn còn ở phía trước và việc tạo ra ảnh hưởng của PEOI đến giới trẻ trên toàn thế giới phụ thuộc vào các nguồn tài trợ, và vào những ai tham gia vào nỗ lực làm cho PEOI trở thành hiện thực.

## Những khóa học hoàn chỉnh sẵn có
- Kế toán cơ bản I: Kế toán tài chính – AC101EN

Khóa học này là phần ôn tập lại những khái niệm cơ bản về kế toán. Trọng tâm của khóa học là các báo cáo tài chính mà một doanh nghiệp cần phải lập hàng năm. Làm sao giải thích về các bút toán kế toán được thực hiện để nắm bắt toàn bộ hoạt động kinh tế của doanh nghiệp; nghiên cứu về cách thức để lập các tài khoản và ghi nhận những giao dịch. Mô tả bút toán cuối năm và phương pháp lũy kế trong kế toán.
- Kế toán cơ bản II: kế toán quản trị – AC102EN

Khóa học ôn tập lại những khái niệm về việc làm thế nào kế toán giúp cho ban quản trị đưa ra các quyết định tài chính quan trọng. Khóa học được bắt đầu từ việc ôn tập lại những nguyên tắc hướng dẫn kế toán phục vụ cho mục đích đã được mô tả. Kế toán cho nhiều dạng kinh doanh khác nhau thì khác nhau. Các phương pháp phân tích để đưa ra quyết định liên quan đến chi phí sản xuất, sản lượng và đầu tư đều được giới thiệu. Vấn đề trọng tâm là chức năng của kế toán trong việc cung cấp các thông tin cần thiết cho doanh nghiệp để duy trì khả năng sinh lợi.
- Kinh tế học cơ bản I: Kinh tế vĩ mô – EC101EN

Khóa học ôn tập những khái niệm cơ bản của kinh tế vĩ mô. Cùng với những nguyên lý của Kinh tế học II, khóa các học giả thiệu những kiến thức cần thiết cho những ai tham gia chương trình giáo dục đại học nói chung và đặc biệt là những khóa học nghiệp vụ. Phần cơ bản của khóa học là các chính sách tài chính áp dụng trong thuế và chi tiêu của chính phủ, và chính sách tiền tệ ảnh hưởng đến đầu tư và giá trị tiền tệ. Nhấn mạnh vào sự suy thoái có tính chu kỳ trong sự phát triển kinh tế và sự lựa chọn của các công cụ chính sách để giải quyết chúng. Các lý thuyết hầu hết đều đối lập nhau. Những chương đầu tiên đưa ra những định nghĩa, khái niệm và miêu tả về diễn biến kinh tế. Chương cuối cùng đề cập đến tăng trưởng kinh tế.
- Kinh tế học cơ bản II: Kinh tế vi mô – EC102EN

Khóa học ôn tập lại những chủ đề về kinh tế vi mô. Trước hết là hành xử của các chủ thể thuộc nhiều thành phần của thị trường. Mục tiêu, thái độ và hành động của người dùng và nhà cung cấp cũng được đề cập. Điểm nhấn của khóa học là đề cập đến những thiệt hại tiềm năng của một vài chiến lược và các chính sách ứng phó của chính phủ. Những khái niệm trong khóa học cũng được mở rộng đến môi trường kinh doanh và tài chính quốc tế.
- Phân tích tài chính – FN501EN

Đây là khóa học chuyên nghiệp nâng cao dành cho những cá nhân đang làm việc tại các ngân hàng, các công ty đầu tư, các công ty môi giới chứng khoán hoặc bộ phận tài chính doanh nghiệp lớn. Có 3 phần rõ rệt: 4 chương đầu ôn tập cách tiếp cận định giá tài sản tài chính, 9 chương tiếp theo đề cập đến 1 khía cạnh trong hoạt động của doanh nghiệp và kết luận về ảnh hưởng của giá trị doanh nghiệp đến các nhà đầu tư; 2 chương cuối cùng kết hợp dự báo về nền kinh tế để đánh giá chiến lược của một doanh nghiệp. Có 1 chủ đề được lặp đi lặp lại suốt các chương học là có rất nhiều mục đích để thực hiện việc phân tích tình hình tài chính của một công ty và trọng tâm sẽ thay đổi tương ứng, nhưng các phương pháp cơ bản là như nhau. Tất cả các phương pháp phân tích nổi tiếng được trình bày với các ví dụ kèm theo cách sử dụng và thảo luận về hạn chế của phương pháp.
- Giới thiệu về lập trình C – IT151EN

Đây là khóa các học giả thiệu về các đặc điểm chủ yếu của ngôn ngữ lập trình C và các ứng dụng. 5 chương học đầu tiên giúp hiểu toàn bộ về các cú pháp của C. Các chương còn lại tập trung vào những khái niệm phức tạp hơn của ngôn ngữ C. Khóa học này sẽ đề cập đến một số các chức năng của thư viện C chuẩn và cơ chế sử dụng. Khóa học dựa vào các kinh nghiệm lập trình trong thực tế và các nghiên cứu mở rộng.
Có khoảng 100 khóa học đang được chuẩn bị và 50 khóa học đang được đề xuất.